# Jorge Roselló Bouso
Jorge Roselló Bouso és un polític espanyol nascut a Madrid el 1976, encara que es va traslladar a Eivissa durant la seva infància. Al llarg de la seva carrera, ha destacat com a defensor dels drets laborals, especialment al sector turístic, i té experiència com a tècnic en prevenció de riscos laborals. La seva trajectòria política s'ha centrat a Esquerra Unida i Unides Podem, partits pels quals va ser candidat al Consell d'Eivissa i, més recentment, membre del Congrés dels Diputats, substituint Antonia Jover el 2023.
Ha treballat com a regidor a l'Ajuntament de Santa Eulària des Riu en dos períodes (2003-2007 i 2009-2011), sent un defensor actiu dels drets laborals, sobretot en la protecció de col·lectius vulnerables com les "Kellys", treballadores del sector de neteja hotelera que enfronten condicions laborals precàries.